# Poly(ADP-ribose) glycohydrolase
La poly(ADP-ribose) glycohydrolase (PARG) est une glycosidase qui catalyse l'hydrolyse de la liaison osidique ribose–ribose 1’’→2’ pour libérer de l'ADP-ribose. Chez l'homme, elle est encodée par le gène PARG,,.
Cette enzyme est la principale responsable de la dégradation du poly(ADP-ribose, un marqueur formé par une poly(ADP-ribose) polymérase (PARP) et qui modifie par covalence les protéines chromosomiques de façon réversible. Cette protéine est présente dans de nombreux tissus et peut être sujette à une protéolyse libérant plusieurs fragments actifs plus petits.